# Jen Psaki
Jennifer Rene “Jen” Psaki, född 1 december 1978 i Stamford, Connecticut, är en amerikansk programledare och tidigare politisk rådgivare i Demokratiska partiet. Hon var Vita husets pressekreterare 2021–2022 och är sedan 2023 programvärd för Inside with Jen Psaki på MSNBC.
Den 29 november 2020 utsåg Joe Biden Psaki till posten som pressekreterare och hon tillträdde tjänsten den 20 januari 2021. Hon lämnade sin tjänst den 12 maj 2022.
Hon är gift med Gregory Mecher och har två barn.